# Åkerstjärnen
Åkerstjärnen är en sjö i Härjedalens kommun i Hälsingland och ingår i Ljungans huvudavrinningsområde. Sjön har en area på 0,107 kvadratkilometer och ligger 294,8 meter över havet.

## Delavrinningsområde
Åkerstjärnen ingår i det delavrinningsområde (690319-146964) som SMHI kallar för Utloppet av Stavsjön. Medelhöjden är 301 meter över havet och ytan är 7,98 kvadratkilometer. Räknas de 10 avrinningsområdena uppströms in blir den ackumulerade arean 98,22 kvadratkilometer. Stensån (Skålvattsån) som avvattnar avrinningsområdet har biflödesordning 2, vilket innebär att vattnet flödar genom totalt 2 vattendrag innan det når havet efter 175 kilometer. Avrinningsområdet består mestadels av skog (53 procent) och sankmarker (11 procent). Avrinningsområdet har 2,36 kvadratkilometer vattenytor vilket ger det en sjöprocent på 29,6 procent.